# Aeroportul Mopa
Aeroportul Mopa (IATA: GOX, ICAO: VOGA) este un aeroport din Mopa, Goa⁠(d), Pernem taluk⁠(d), Goa de Nord⁠(d), Goa, India.
Situat la o altitudine de 168 m, aeroportul dispune de o singură pistă.